# 陶尔扬
陶尔扬，是匈牙利科马罗姆-埃斯泰尔戈姆州所辖的一个村。总面积43.07平方公里，总人口2707，人口密度62.9人/平方公里（2011年1月1日）。